# 우시부치역
우시부치역(일본어: 牛渕駅)은 일본 에히메현 도온시에 위치한 이요 철도 요코가와라 선의 철도역이다. 역 번호는 IY 20이며, 단선 승강장 1면 1선의 구조를 갖춘 지상역이다.

## 타는 곳
| 1 | ■ 요코가와라 선 | 상행 | 우메노모토 · 구메 · 마쓰야마시 방면 |
| 1 | ■ 요코가와라 선 | 하행 | 요코가와라 방면                     |

## 역 주변
- 우시부치 역 입구 버스 정류장

## 역사
- 1899년 10월 4일 : 다노쿠보역으로소 개업.
- 1966년 11월 1일 : 우시부치역으로 개칭.

## 인접 역
| 이요 철도 요코가와라 선                | 이요 철도 요코가와라 선 | 이요 철도 요코가와라 선        |
| -------------------------------------- | ----------------------- | ------------------------------ |
| IY 19 우시부치단치마에 마쓰야마시 방면 | ■ 요코가와라 선         | 다노쿠보 IY 21 요코가와라 방면 |